# Lista över kasernområden i Sverige
Detta är en förteckning över kasernetablissement i Sverige. Med kasernetablissement  menas ett militärt, i regel inhägnat område, med kaserngård, kaserner, kanslihus, utspisningslokal, förrådslokaler men mera. Listan är ofullständig gällande arkitekt samt vilken typserie kasernetablissement tillhör, men även förteckning om vilka förband som verkat var och när.

## Kasernområden per landskap

### Blekinge
| Kasernetablissement                                     | Garnison                       | Landskap | Län          | Typserie                             | Byggt | Arkitekt       | Använt av | Anmärkning                                           | Bild |
| ------------------------------------------------------- | ------------------------------ | -------- | ------------ | ------------------------------------ | ----- | -------------- | --- | ---------------------------------------------------- | ---- |
| Karlskrona örlogshamn                                   | Karlskrona garnison            | Blekinge | Blekinge län | ?                                    | 1946  | ???            | Karlskrona örlogsskolor, Första ubåtsflottiljen, Tredje sjöstridsflottiljen, Marinbasen                       |                                                      |      |
| Karlskrona grenadjärregementes kasernetablissement      | Gräsvik, Karlskrona garnison   | Blekinge | Blekinge län | ?                                    | 1906  | Erik Josephson | Karlskrona grenadjärregemente Karlskrona kustartilleriregemente                                               | År 1981 lämnade försvarsmakten kasernetablissementet |      |
| Karlskrona kustartilleriregementes kasernetablissement  | Rosenholm, Karlskrona garnison | Blekinge | Blekinge län | ?                                    | 1973  | ?              | Karlskrona kustartilleriregemente                                                                             | År 2001 lämnade Försvarsmakten kasernetablissementet |      |
| Göta ingenjörkårs fästningskompanis kasernetablissement | Karlskrona garnison            | Blekinge | Blekinge län | 1901 års härordnings byggnadsprogram | 1907  | Erik Josephson | Göta ingenjörkår (1907–1939), Blekinge kustartilleriförsvar (1943–1990), Sydkustens marinkommando (1990–1997) | År 1997 lämnade Försvarsmakten kasernetablissementet |      |
| Ronneby flygplats                                       | Ronneby garnison               | Blekinge | Blekinge län | ?                                    | 1944  | ???            | Blekinge flygflottilj, 13. helikopterdivisionen (1987–1997) 17. flygbasjägarkompaniet (2005–)                 | -                                                    |      |
| Infanterivolontärskolan i Ronneby                       | Ronneby garnison               | Blekinge | Blekinge län | ?                                    | 1891  | ???            | Infanterivolontärskolan i Ronneby                                                                             | -                                                    |      |

### Bohuslän
| Kasernetablissement                      | Garnison           | Landskap | Län                  | Typserie | Byggt | Arkitekt | Använt av                  | Anmärkning                                           | Bild |
| ---------------------------------------- | ------------------ | -------- | -------------------- | -------- | ----- | -------- | -------------------------- | ---------------------------------------------------- | ---- |
| Bohusläns regementes kasernetablissement | Uddevalla garnison | Bohuslän | Västra Götalands län | ?        | 1913  | ?        | Bohusläns regemente        | År 1992 lämnade Försvarsmakten kasernetablissementet |      |
| Gullmarens örlogsdepå                    | Skredsvik          | Bohuslän | Västra Götalands län | ?        | 1953  | ?        | Fjärde sjöstridsflottiljen | -                                                    |      |

### Dalarna
| Kasernetablissement                | Garnison      | Landskap | Län          | Typserie | Byggt | Arkitekt       | Använt av     | Anmärkning                                           | Bild |
| ---------------------------------- | ------------- | -------- | ------------ | -------- | ----- | -------------- | ------------- | ---------------------------------------------------- | ---- |
| Dalregementets kasernetablissement | Falu garnison | Dalarna  | Dalarnas län | ?        | 1909  | Erik Josephson | Dalregementet | År 2001 lämnade Försvarsmakten kasernetablissementet |      |

### Gotland
| Kasernetablissement                              | Garnison                       | Landskap | Län          | Typserie | Byggt | Arkitekt       | Använt av                                                                                           | Anmärkning                                           | Bild |
| ------------------------------------------------ | ------------------------------ | -------- | ------------ | -------- | ----- | -------------- | --------------------------------------------------------------------------------------------------- | ---------------------------------------------------- | ---- |
| Gotlands infanteriregementes kasernetablissement | Visborgs slätt, Visby garnison | Gotland  | Gotlands län | ?        | 1905  | Erik Josephson | Gotlands infanteriregemente, Gotlands regemente, Gotlands artilleriregemente, Gotlands luftvärnskår | År 2006 lämnade Försvarsmakten kasernetablissementet |      |
| Gotlands artillerikårs kasernetablissement       | Visby garnison                 | Gotland  | Gotlands län | ?        | 1909  | Erik Josephson | Gotlands artillerikår, Gotlands luftvärnsbataljon                                                   | År 1988 lämnade Försvarsmakten kasernetablissementet |      |
| Gotlands kustartillerikårs kasernetablissement   | Fårösund garnison              | Gotland  | Gotlands län | ?        | 19??  | ????           | Gotlands kustartillerikår                                                                           | År 2001 lämnade Försvarsmakten kasernetablissementet |      |

### Gästrikland
| Kasernetablissement                     | Garnison       | Landskap    | Län            | Typserie | Byggt | Arkitekt       | Använt av          | Anmärkning                               | Bild |
| --------------------------------------- | -------------- | ----------- | -------------- | -------- | ----- | -------------- | ------------------ | ---------------------------------------- | ---- |
| Hälsinge regementes kasernetablissement | Gävle garnison | Gästrikland | Gävleborgs län | ?        | 1909  | Erik Josephson | Hälsinge regemente | Sedan 1996 hemvist för Högskolan i Gävle |      |

### Halland
| Kasernetablissement                     | Garnison           | Landskap | Län          | Typserie | Byggt | Arkitekt       | Använt av | Anmärkning                           | Bild |
| --------------------------------------- | ------------------ | -------- | ------------ | -------- | ----- | -------------- | --- | ------------------------------------ | ---- |
| Halmstads flygplats                     | Halmstads garnison | Halland  | Hallands län | ?        | 1944  | ???            | Hallands flygflottilj Hallands flygkår, Flygvapnets Halmstadsskolor, Försvarsmaktens Halmstadsskolor, Försvarsmaktens tekniska skola | Sedan 1958 öppen för civilflygtrafik |      |
| Hallands regementes kasernetablissement | Halmstads garnison | Halland  | Hallands län | ?        | 1906  | Erik Josephson | Hallands regemente, Göta luftvärnskår, Luftvärnsregementet                                                                           | -                                    |      |

### Hälsingland
| Kasernetablissement  | Garnison            | Landskap    | Län            | Typserie | Byggt     | Arkitekt | Använt av             | Anmärkning                                           | Bild |
| -------------------- | ------------------- | ----------- | -------------- | -------- | --------- | -------- | --------------------- | ---------------------------------------------------- | ---- |
| Söderhamns flygplats | Söderhamns garnison | Hälsingland | Gävleborgs län | ?        | 1942–1945 | ???      | Hälsinge flygflottilj | År 1998 lämnade Försvarsmakten kasernetablissementet |      |

### Jämtland
| Kasernetablissement                               | Garnison            | Landskap | Län           | Typserie | Byggt     | Arkitekt       | Använt av | Anmärkning                                           | Bild |
| ------------------------------------------------- | ------------------- | -------- | ------------- | -------- | --------- | -------------- | --- | ---------------------------------------------------- | ---- |
| Jämtlands fältjägarregementes kasernetablissement | Östersunds garnison | Jämtland | Jämtlands län | ?        | 1910      | Erik Josephson | Jämtlands fältjägarregemente | År 2006 lämnade Försvarsmakten kasernetablissementet |      |
| Norrlands artilleriregementes kasernetablissement | Östersunds garnison | Jämtland | Jämtlands län | ?        | 1891–1895 | Erik Josephson | Norrlands artilleriregemente | År 1998 lämnade Försvarsmakten kasernetablissementet |      |
| Arméns tekniska skolas kasernetablissement        | Östersunds garnison | Jämtland | Jämtlands län | ?        | 1984      | ???            | Arméns tekniska skola, Försvarets förvaltningsskola, Försvarets förvaltningshögskola, Militärhögskolan Östersund, Arméns motorskola | År 2006 lämnade Försvarsmakten kasernetablissementet |      |
| Frösö flygplats                                   | Östersunds garnison | Jämtland | Jämtlands län | ?        | 1926      | ???            | Jämtlands flygflottilj | År 2006 lämnade Försvarsmakten kasernetablissementet |      |

### Medelpad
| Kasernetablissement                                | Garnison            | Landskap | Län                 | Typserie | Byggt | Arkitekt | Använt av                     | Anmärkning                                           | Bild |
| -------------------------------------------------- | ------------------- | -------- | ------------------- | -------- | ----- | -------- | ----------------------------- | ---------------------------------------------------- | ---- |
| Sundsvalls luftvärnsregementes kasernetablissement | Sundsvalls garnison | Medelpad | Västernorrlands län | ?        | 1943  | ???      | Sundsvalls luftvärnsregemente | År 1983 lämnade Försvarsmakten kasernetablissementet |      |

### Norrbotten
| Kasernetablissement                                      | Garnison             | Landskap   | Län             | Typserie | Byggt | Arkitekt       | Använt av | Anmärkning                                           | Bild |
| -------------------------------------------------------- | -------------------- | ---------- | --------------- | -------- | ----- | -------------- | --- | ---------------------------------------------------- | ---- |
| Boden-Karlsborgs artilleriregementes kasernetablissement | Bodens garnison      | Norrbotten | Norrbottens län | ?        | 1906  | Erik Josephson | Boden-Karlsborgs artilleriregemente, Bodens artilleriregemente, Norrlands artilleribataljon | År 2006 lämnade Försvarsmakten kasernetablissementet |      |
| Bodens ingenjörkårs kasernetablissement                  | Bodens garnison      | Norrbotten | Norrbottens län | ?        | 1907  | Erik Josephson | Bodens ingenjörkår, Bodens ingenjörregemente, Norrlands ingenjörkår, Norrlands ingenjörbataljon | År 2006 lämnade Försvarsmakten kasernetablissementet |      |
| Norrbottens kavallerikår kasernetablissement             | Bodens garnison      | Norrbotten | Norrbottens län | ?        | 1910  | Erik Josephson | Norrbottens kavallerikår, Norrbottens artillerikår, Norrlands dragonregementes skvadron i Boden, Bodens signalkompani, Signalregementets kompani i Boden, Signalbataljonen i Boden, Norrlands signalbataljon, Norrlands signalregemente, Norrlands signalkår, Norrlands signalbataljon, Artilleriregementet |                                                      |      |
| Norrbottens regementes kasernetablissement               | Bodens garnison      | Norrbotten | Norrbottens län | ?        | 1907  | Erik Josephson | Norrbottens regemente Norrbottens pansarbataljon (1957–1975) Norrlands luftvärnskår (1993–2000), Norrlands luftvärnsbataljon (2000–2005) |                                                      |      |
| Luleå luftvärnskårs kasernetablissement                  | Luleå garnison       | Norrbotten | Norrbottens län | ?        | 1944  | ???            | Luleå luftvärnskår, Luleå luftvärnsregemente | År 1992 lämnade Försvarsmakten kasernetablissementet |      |
| Kallax flygplats                                         | Luleå garnison       | Norrbotten | Norrbottens län | ?        | 1941  | ???            | Norrbottens flygbaskår, Norrbottens flygflottilj |                                                      |      |
| Norrlands dragonregementes kasernetablissement           | Arvidsjaurs garnison | Norrbotten | Norrbottens län | ?        | 1980  | ???            | Norrlands dragonregemente, Försvarsmaktens vinterenhet |                                                      |      |

### Närke
| Kasernetablissement                                   | Garnison        | Landskap | Län        | Typserie | Byggt     | Arkitekt       | Använt av                                                                            | Anmärkning                                           | Bild |
| ----------------------------------------------------- | --------------- | -------- | ---------- | -------- | --------- | -------------- | ------------------------------------------------------------------------------------ | ---------------------------------------------------- | ---- |
| Livregementets grenadjärers kasernetablissement       | Örebro garnison | Närke    | Örebro län | ?        | 1912      | Victor Bodin   | Livregementets grenadjärer                                                           | År 2002 lämnade Försvarsmakten kasernetablissementet |      |
| Svea trängkårs kasernetablissement                    | Örebro garnison | Närke    | Örebro län | ?        | 1904–1907 | Erik Josephson | Svea trängkår                                                                        | År 1928 lämnade försvaret kasernetablissementet      |      |
| Redovisningsavdelning Bergslagens kasernetablissement | Örebro garnison | Närke    | Örebro län | ?        | 198?      | ???            | Redovisningsavdelning Bergslagen, FMTM, FMTIS                                        |                                                      |      |
| Livregementets husarers kasernetablissement           | Örebro garnison | Närke    | Örebro län | ?        | 1904–1907 | Erik Josephson | Livregementets husarer, Livregementets grenadjärer, Redovisningsavdelning Bergslagen | År 1984 lämnade försvaret kasernetablissementet      |      |

### Skåne
| Kasernetablissement                                    | Garnison                           | Landskap | Län       | Typserie                                                               | Byggt     | Arkitekt         | Använt av                                                                                                   | Anmärkning                                                        | Bild |
| ------------------------------------------------------ | ---------------------------------- | -------- | --------- | ---------------------------------------------------------------------- | --------- | ---------------- | --- | ----------------------------------------------------------------- | ---- |
| Skånska husarregementets kasernetablissement           | Berga, Helsingborgs garnison       | Skåne    | Skåne län | ?                                                                      | 1909–1911 | Erik Josephson   | Skånska husarregementet, Skånska kavalleriregementet, Skånska pansarregementet, Skånska kavalleriregementet | År 1952 lämnade försvaret kasernetablissementet                   |      |
| Kronprinsens husarregementes kasernetablissement       | Helsingborgs garnison              | Skåne    | Skåne län | ?                                                                      | 1895–1898 | Erik Josephson   | Kronprinsens husarregemente, Skånska husarregementet                                                        | År 1912 lämnade försvaret kasernetablissementet                   |      |
| Norra skånska infanteriregementets kasernetablissement | Kristianstads garnison             | Skåne    | Skåne län | Kasernbyggnadsnämndens andra serie av typetablissement för infanteriet | 1923      | Magnus Dahlander | Norra skånska infanteriregementet, Norra skånska regementet                                                 | År 1994 lämnade Försvarsmakten kasernetablissementet              |      |
| Skånska dragonregementets kasernetablissement          | Ystads garnison                    | Skåne    | Skåne län | ?                                                                      | 1897      | Fritz Ewerlöf    | Skånska dragonregementet, Södra skånska infanteriregementet, Skånska luftvärnsregementet                    | År 1998 lämnade försvaret kasernetablissementet                   |      |
| Skånska pansarregementets kasernetablissement          | Hässleholms garnison               | Skåne    | Skåne län | ?                                                                      | 1947      | ???              | Skånska pansarregementet, Skånska dragonregementet, Wendes artilleriregemente                               | År 2001 lämnade Försvarsmakten kasernetablissementet              |      |
| Skånska trängkårens kasernetablissement                | Hässleholms garnison               | Skåne    | Skåne län | ?                                                                      | 1907      | Erik Josephson   | Skånska trängkåren, Skånska trängregementet                                                                 | År 1986 lämnade Försvarsmakten kasernetablissementet              |      |
| Wendes artilleriregementes kasernetablissement         | Kristianstads garnison             | Skåne    | Skåne län | ?                                                                      | 1896–1897 | Erik Josephson   | Wendes artilleriregemente                                                                                   | År 1947 lämnade försvaret kasernetablissementet                   |      |
| Wendes artilleriregementes kasernetablissement         | Norra Åsum, Kristianstads garnison | Skåne    | Skåne län | ?                                                                      | 1946      | ???              | Wendes artilleriregemente                                                                                   | År 1994 lämnade Försvarsmakten kasernetablissementet              |      |
| Södra skånska infanteriregementets kasernetablissement | Vipeholm, Lunds garnison           | Skåne    | Skåne län | ?                                                                      | 1907      | Magnus Dahlander | Södra skånska infanteriregementet                                                                           | År 1919 avbröts byggnationerna. Kasernerna övertogs av sjukvården |      |
| Ängelholms flygplats                                   | Ängelholms garnison                | Skåne    | Skåne län | ?                                                                      | 1945      | ???              | Skånska flygflottiljen, Södra flygkommandot                                                                 | År 2003 lämnade Försvarsmakten kasernetablissementet              |      |
| Ljungbyheds flygplats                                  | Ljungbyheds garnison               | Skåne    | Skåne län | ?                                                                      | 1910      | ???              | Krigsflygskolan                                                                                             | År 1998 lämnade Försvarsmakten kasernetablissementet              |      |
| Skånska luftvärnsregementets kasernetablissement       | Malmö garnison                     | Skåne    | Skåne län | ?                                                                      | 1943      | ???              | Skånska luftvärnsregementet                                                                                 | År 1982 lämnade försvaret kasernetablissementet                   |      |
| Kronprinsens husarregementes kasernetablissement       | Malmö garnison                     | Skåne    | Skåne län | 1892 års härordnings byggnadsprogram                                   | 1897      | Erik Josephson   | Kronprinsens husarregemente                                                                                 | År 1928 lämnade försvaret kasernetablissementet                   |      |
| Wendes artilleriregementes kasernetablissement         | Landskrona garnison                | Skåne    | Skåne län | ?                                                                      | 1897      | ???              | Wendes artilleriregemente, Wendes trängbataljon, Wendes trängkår                                            | År 1928 lämnade försvaret kasernetablissementet                   |      |

### Småland
| Kasernetablissement                                | Garnison            | Landskap | Län            | Typserie                                                               | Byggt | Arkitekt         | Använt av                                                                        | Anmärkning                                           | Bild |
| -------------------------------------------------- | ------------------- | -------- | -------------- | ---------------------------------------------------------------------- | ----- | ---------------- | -------------------------------------------------------------------------------- | ---------------------------------------------------- | ---- |
| Andra Göta artilleriregementes kasernetablissement | Jönköpings garnison | Småland  | Jönköpings län | ?                                                                      | 1895  | Erik Josephson   | Andra Göta artilleriregemente, Smålands artilleriregemente                       | År 1985 lämnade Försvarsmakten kasernetablissementet |      |
| Jönköpings regementes kasernetablissement          | Jönköpings garnison | Småland  | Jönköpings län | ?                                                                      | 1895  | ???              | Jönköpings regemente                                                             | År 1928 lämnade Försvarsmakten kasernetablissementet |      |
| Kalmar regementes kasernetablissement              | Eksjö garnison      | Småland  | Jönköpings län | Kasernbyggnadsnämndens andra serie av typetablissement för infanteriet | 1920  | Magnus Dahlander | Kalmar regemente, Jönköpings-Kalmar regemente, Norra Smålands regemente          | År 1992 lämnade Försvarsmakten kasernetablissementet |      |
| Smålands husarregementes kasernetablissement       | Eksjö garnison      | Småland  | Jönköpings län | ?                                                                      | 1906  | Erik Josephson   | Smålands husarregemente,Göta ingenjörregemente, Norra Smålands regemente, SWEDEC | -                                                    |      |
| Kronobergs regementes kasernetablissement          | Växjö garnison      | Småland  | Kronobergs län | Kasernbyggnadsnämndens andra serie av typetablissement för infanteriet | 1920  | Magnus Dahlander | Kronobergs regemente                                                             | År 1998 lämnade Försvarsmakten kasernetablissementet |      |
| Kalmar flygplats                                   | Kalmar garnison     | Småland  | Kalmar län     | ?                                                                      | 1942  | ???              | Kalmar flygflottilj, Kalmar regemente                                            | År 1982 lämnade Försvarsmakten kasernetablissementet |      |

### Stockholm
| Kasernetablissement                              | Garnison            | Landskap     | Län            | Typserie | Byggt | Arkitekt        | Använt av | Anmärkning                                           | Bild |
| ------------------------------------------------ | ------------------- | ------------ | -------------- | -------- | ----- | --------------- | --- | ---------------------------------------------------- | ---- |
| Göta livgardes kasernetablissement               | Stockholms garnison | Uppland      | Stockholms län | ?        | 1890  | Ernst Jacobsson | Göta livgarde | År 1953 lämnade försvaret kasernetablissementet      |      |
| Svea livgardes kasernetablissement               | Stockholms garnison | Uppland      | Stockholms län | ?        | 1888  | Ernst Jacobsson | Svea livgarde | År 1953 lämnade försvaret kasernetablissementet      |      |
| Livgardet till hästs kasernetablissement         | Stockholms garnison | Uppland      | Stockholms län | ?        | 1805  | Fredrik Blom    | Livgardet till häst (1811–1897) Andra Svea artilleriregemente (1897–1901), Vaxholms grenadjärregemente (1902–1906), Positionsartilleriregementet (1903–1927)  | År 1928 lämnade försvaret kasernetablissementet      |      |
| Livgardet till hästs kasernetablissement         | Stockholms garnison | Uppland      | Stockholms län | ?        | 1897  | Erik Josephson  | Livgardet till häst (1897–1928) Livregementet till häst (1928–1949), Livgardesskvadronen (1949–1975), Livgardets dragoner (1975–2000), Livgardet (2000–)      | -                                                    |      |
| Trängbataljonens kasernetablissement             | Stockholms garnison | Uppland      | Stockholms län | ?        | 1887  | ???             | Trängbataljonen (1885–1887) Fälttelegrafkåren (1908–1937), Arméns signalskola (1945–1958), Arméns radarskola (1947–1954)                                      | År 1954 lämnade försvaret kasernetablissementet      |      |
| Svea artilleriregementes kasernetablissement     | Stockholms garnison | Uppland      | Stockholms län | ?        | 1877  | Ernst Jacobsson | Svea artilleriregemente (1877–1949) Artilleri- och ingenjörofficersskolan (1951–1964), Militärhögskolan (1961–1996), Försvarshögskolan (1997–2005)            | År 2005 lämnade Försvarsmakten kasernetablissementet |      |
| Signalregementets kasernetablissement            | Stockholms garnison | Uppland      | Stockholms län | ?        | 1942  | ???             | Signalregementet (1937–1957) Svea ingenjörregemente (1957–1970), Tygförvaltningsskolan (1970–1977), Försvarets sjukvårdshögskola (1970–1987)                  | År 1987 lämnade försvarsmakten kasernetablissementet |      |
| Svea ingenjörkårs kasernetablissement            | Stockholms garnison | Uppland      | Stockholms län | ?        | 1922  | Erik Josephson  | Svea ingenjörkår (1922–1957) Svea ingenjörregemente (1957–1970), Intendenturförvaltningsskolan (1970–1977), Försvarets förvaltningsskola (1977–1984)          | År 1985 lämnade försvarsmakten kasernetablissementet |      |
| Första intendenturkompaniets kasernetablissement | Stockholms garnison | Uppland      | Stockholms län | ?        | 1922  | Erik Josephson  | Första intendenturkompaniet (1944–1949) Infanteriets kadettskola (1946–1961), Artilleri- och ingenjörofficersskolan (1964–1970), Värnpliktsverket (1968–1994) | År 1994 lämnade försvarsmakten kasernetablissementet |      |
| Svea livgardes kasernetablissement               | Stockholms garnison | Uppland      | Stockholms län | ?        | 1947  | ???             | Svea livgarde | År 1970 lämnade försvarsmakten kasernetablissementet |      |
| Svea artilleriregementes kasernetablissement     | Stockholms garnison | Uppland      | Stockholms län | ?        | 1947  | ???             | Svea artilleriregemente (1949–1963), Tygförvaltningsskolan (1960–1977), Arméns tekniska skola (1977–1979)                                                     | År 1979 lämnade försvarsmakten kasernetablissementet |      |
| Barkarby flygplats                               | Stockholms garnison | Uppland      | Stockholms län | ?        | 1938  | ???             | Svea flygflottilj (1938–1962), Svea flygkår (1962–1974), Arméns tekniska skola (1979–1984)                                                                    | År 1984 lämnade försvarsmakten kasernetablissementet |      |
| Roslagens flygflottiljs kasernetablissement      | Stockholms garnison | Uppland      | Stockholms län | ?        | 1929  | ???             | Roslagens flygflottilj (1929–1949), Roslagens flygkår (1949–1974)                                                                                             | År 1974 lämnade försvarsmakten kasernetablissementet |      |
| Tullinge flygplats                               | Stockholms garnison | Södermanland | Stockholms län | ?        | 1946  | ???             | Södertörns flygflottilj, Flygvapnets Södertörnsskolor | År 1995 lämnade Försvarsmakten kasernetablissementet |      |
| Sjökrigsskolans kasernetablissement              | Stockholms garnison | Uppland      | Stockholms län | ?        | 1943  | ???             | Sjökrigsskolan (1943–1987), Kustartilleriets stridsskola (1990–2000) Amfibiestridsskolan (2000–2001)                                                          | År 2001 lämnade Försvarsmakten kasernetablissementet |      |

### Södermanland
| Kasernetablissement                          | Garnison           | Landskap     | Län               | Typserie | Byggt | Arkitekt         | Använt av                                                                                     | Anmärkning                                           | Bild |
| -------------------------------------------- | ------------------ | ------------ | ----------------- | -------- | ----- | ---------------- | --------------------------------------------------------------------------------------------- | ---------------------------------------------------- | ---- |
| Södermanlands regementes kasernetablissement | Strängnäs garnison | Södermanland | Södermanlands län | ?        | 1921  | Magnus Dahlander | Södermanlands regemente                                                                       | År 2006 lämnade Försvarsmakten kasernetablissementet |      |
| Skavsta flygplats                            | Nyköping garnison  | Södermanland | Södermanlands län | ?        | 1941  | ???              | Södermanlands flygflottilj, Arméflygskolan                                                    | År 1985 lämnade Försvarsmakten kasernetablissementet |      |
| Brandholmens flygplats                       | Nyköping garnison  | Södermanland | Södermanlands län | ?        | 196?  | ???              | Artilleriflygskolan                                                                           | År 1980 lämnade Försvarsmakten kasernetablissementet |      |
| Berga örlogshamn                             | Haninge garnison   | Södermanland | Stockholms län    | ?        | 1946  | ???              | Berga örlogsskolor, Första amfibieregementet                                                  |                                                      |      |
| Svea ingenjörregementes kasernetablissement  | Almnäs garnison    | Södermanland | Stockholms län    | ?        | 1970  | ???              | Svea ingenjörregemente, Svea ingenjörkår, Svenska utlandsstyrkan, Försvaret FN-skola, Swedint | År 2004 lämnade Försvarsmakten kasernetablissementet |      |
| Vällinge herrgård                            | Vällinge garnison  | Södermanland | Stockholms län    | ?        | 1750  | ???              | Hemvärnets stridsskola                                                                        |                                                      |      |

### Uppland
| Kasernetablissement                                     | Garnison             | Landskap | Län            | Typserie                             | Byggt | Arkitekt       | Använt av | Anmärkning                                           | Bild |
| ------------------------------------------------------- | -------------------- | -------- | -------------- | ------------------------------------ | ----- | -------------- | --- | ---------------------------------------------------- | ---- |
| Andra Svea artilleriregementes kasernetablissement      | Uppsala garnison     | Uppland  | Uppsala län    | ?                                    | 1897  | Erik Josephson | Andra Svea artilleriregemente Upplands artilleriregemente Arméns kompaniofficersskola                           | År 1983 lämnade Försvarsmakten kasernetablissementet |      |
| Upplands regementes kasernetablissement                 | Uppsala garnison     | Uppland  | Uppsala län    | ?                                    | 1909  | Victor Bodin   | Upplands regemente, Upplands regemente, Arméns kompaniofficersskola                                             | År 1983 lämnade Försvarsmakten kasernetablissementet |      |
| Försvarets läroverks kasernetablissement                | Uppsala garnison     | Uppland  | Uppsala län    | ?                                    | 1943  | ???            | Försvarets läroverk Försvarets gymnasieskola                                                                    | År 1983 lämnade Försvarsmakten kasernetablissementet |      |
| Göta livgardes kasernetablissement                      | Enköpings garnison   | Uppland  | Uppsala län    | ?                                    | 1943  | ???            | Göta livgarde Upplands regemente, Ledningsregementet, Upplands- och Västmanlandsgruppen, Arméstaben             | -                                                    |      |
| Svea ingenjörkårs fästningskompanis kasernetablissement | Vaxholms garnison    | Uppland  | Stockholms län | 1901 års härordnings byggnadsprogram | 1906  | Erik Josephson | Svea ingenjörkår (1908–1939), Stockholms kustartilleriförsvar (1944–1990), Ostkustens marinkommando (1990–1994) | År 1994 lämnade Försvarsmakten kasernetablissementet |      |
| Vaxholms kustartilleriregementes kasernetablissement    | Vaxholms garnison    | Uppland  | Stockholms län | ?                                    | 1906  | Erik Josephson | Vaxholms kustartilleriregemente                                                                                 | År 2006 lämnade Försvarsmakten kasernetablissementet |      |
| Vaxholms grenadjärregementes kasernetablissement        | Vaxholms garnison    | Uppland  | Stockholms län | ?                                    | 1907  | Erik Josephson | Vaxholms grenadjärregemente, Vaxholms kustartilleriregemente                                                    | År 2006 lämnade Försvarsmakten kasernetablissementet |      |
| Svea livgardes kasernetablissement                      | Kungsängens garnison | Uppland  | Stockholms län | ?                                    | 1970  | ???            | Svea livgarde, Livgardet                                                                                        |                                                      |      |
| Stockholms luftvärnsregementes kasernetablissement      | Norrtälje garnison   | Uppland  | Uppsala län    | ?                                    | 1952  | ???            | Stockholms luftvärnsregemente, Roslagens luftvärnsregemente, Roslagens luftvärnskår                             | År 2001 lämnade Försvarsmakten kasernetablissementet |      |
| Ärna flygplats                                          | Uppsala garnison     | Uppland  | Uppsala län    | ?                                    | 1943  | ???            | Upplands flygflottilj, Flygvapnets Uppsalaskolor, Luftstridsskolan, Flygstaben                                  | -                                                    |      |

### Värmland
| Kasernetablissement                                   | Garnison               | Landskap | Län           | Typserie | Byggt | Arkitekt     | Använt av                                                                                          | Anmärkning                                           | Bild |
| ----------------------------------------------------- | ---------------------- | -------- | ------------- | -------- | ----- | ------------ | -------------------------------------------------------------------------------------------------- | ---------------------------------------------------- | ---- |
| Bergslagens artilleriregementes kasernetablissement   | Kristinehamns garnison | Värmland | Värmlands län | ?        | 1943  | ???          | Bergslagens artilleriregemente, Artilleriets stridsskola, Värmlands regemente, Artilleriregementet | År 2006 lämnade Försvarsmakten kasernetablissementet |      |
| Värmlands regementes kasernetablissement              | Karlstads garnison     | Värmland | Värmlands län | ?        | 1913  | Victor Bodin | Värmlands regemente                                                                                | År 1994 lämnade Försvarsmakten kasernetablissementet |      |
| Försvarsmaktens sjukvårdscentrums kasernetablissement | Karlstads garnison     | Värmland | Värmlands län | ?        | 1966  | ???          | Försvarsmaktens sjukvårdscentrum                                                                   | År 2006 lämnade Försvarsmakten kasernetablissementet |      |

### Västerbotten
| Kasernetablissement                            | Garnison      | Landskap     | Län               | Typserie | Byggt     | Arkitekt       | Använt av                                                                    | Anmärkning                                      | Bild |
| ---------------------------------------------- | ------------- | ------------ | ----------------- | -------- | --------- | -------------- | ---------------------------------------------------------------------------- | ----------------------------------------------- | ---- |
| Norrlands dragonregementes kasernetablissement | Umeå garnison | Västerbotten | Västerbottens län | ?        | 1898–1900 | Erik Josephson | Norrlands dragonregemente                                                    | År 1966 lämnade försvaret kasernetablissementet |      |
| Västerbottens regementes kasernetablissement   | Umeå garnison | Västerbotten | Västerbottens län | ?        | 1909      | Erik Josephson | Västerbottens regemente, Totalförsvarets skyddscentrum, Västerbottensgruppen | -                                               |      |

### Västergötland
| Kasernetablissement                          | Garnison             | Landskap      | Län                  | Typserie | Byggt | Arkitekt           | Använt av | Anmärkning                                                                          | Bild |
| -------------------------------------------- | -------------------- | ------------- | -------------------- | -------- | ----- | ------------------ | --- | ----------------------------------------------------------------------------------- | ---- |
| Göta trängkårs kasernetablissement           | Skövde garnison      | Västergötland | Västra Götalands län | ?        | 1905  | Erik Josephson     | Göta trängkår | År 1986 lämnade försvarsmakten kasernetablissementet                                |      |
| Livregementets husarers kasernetablissement  | Skövde garnison      | Västergötland | Västra Götalands län | ?        | 1905  | Erik Josephson     | Livregementets husarer (1905–1984), Signalbataljonen i Skövde (1944–1961), Göta trängregemente (1984–)                                           |                                                                                     |      |
| Skaraborgs regementes kasernetablissement    | Skövde garnison      | Västergötland | Västra Götalands län | ?        | 1913  | ???                | Skaraborgs regemente (infanteri) Skaraborgs regemente (pansar)                                                                                   |                                                                                     |      |
| Västgöta regementes kasernetablissement      | Vänersborgs garnison | Västergötland | Västra Götalands län | ?        | 1916  | Lars Johan Lehming | Västgöta regemente | År 1928 lämnade försvaret kasernetablissementet                                     |      |
| Älvsborgs regementes kasernetablissement     | Borås garnison       | Västergötland | Västra Götalands län | ?        | 1914  | ???                | Älvsborgs regemente | År 1998 lämnade Försvarsmakten kasernetablissementet                                |      |
| Göta artilleriregementes kasernetablissement | Göteborgs garnison   | Västergötland | Västra Götalands län | ?        | 1806  | ???                | Göta artilleriregemente | År 1895 lämnade försvaret kasernetablissementet                                     |      |
| Göta artilleriregementes kasernetablissement | Göteborgs garnison   | Västergötland | Västra Götalands län | ?        | 1891  | Erik Josephson     | Göta artilleriregemente (1895–1962), Göta luftvärnsregemente (1962–1994)                                                                         | År 1994 lämnade Försvarsmakten kasernetablissementet                                |      |
| Göteborgs luftvärnskårs kasernetablissement  | Göteborgs garnison   | Västergötland | Västra Götalands län | ?        | 1944  | ???                | Göteborgs luftvärnskår | År 1962 lämnade försvaret kasernetablissementet                                     |      |
| Säve flygplats                               | Göteborgs garnison   | Västergötland | Västra Götalands län | ?        | 1940  | ???                | Göta flygflottilj (1940–1969), 12. helikopterdivisionen (1969–1998), Göta helikopterbataljon (1998–2000), Femte helikopterskvadronen (2000–2006) | År 2006 lämnade Försvarsmakten kasernetablissementet                                |      |
| Karlsborgs flygplats                         | Karlsborgs garnison  | Västergötland | Västra Götalands län | ?        | 1939  | ???                | Västgöta flygflottilj | År 1994 lämnade Försvarsmakten kasernetablissementet, men återtogs igen våren 2008. |      |
| Såtenäs flygplats                            | Såtenäs garnison     | Västergötland | Västra Götalands län | ?        | 1940  | ???                | Skaraborgs flygflottilj | -                                                                                   |      |

### Västmanland
| Kasernetablissement                                     | Garnison          | Landskap    | Län              | Typserie                                                                                          | Byggt | Arkitekt       | Använt av                                                                      | Anmärkning                                      | Bild |
| ------------------------------------------------------- | ----------------- | ----------- | ---------------- | ------------------------------------------------------------------------------------------------- | ----- | -------------- | ------------------------------------------------------------------------------ | ----------------------------------------------- | ---- |
| Västmanlands regementes kasernetablissement             | Västerås garnison | Västmanland | Västmanlands län | ?                                                                                                 | 1906  | Erik Josephson | Västmanlands regemente, Västmanlands flygflottilj, Flygvapnets centrala skolor | År 1961 lämnade försvaret kasernetablissementet |      |
| Västmanlands regementes kasernetablissement             | Västerås garnison | Västmanland | Västmanlands län | ?                                                                                                 | 19??  | ???            | Västmanlands regemente                                                         | År 2006 lämnade försvaret kasernetablissementet |      |
| Västerås flygplats                                      | Västerås garnison | Västmanland | Västmanlands län | ?                                                                                                 | 1931  | ???            | Västmanlands flygflottilj                                                      | År 1983 lämnade försvaret kasernetablissementet |      |
| Västmanlands trängkårs kasernetablissement              | Sala garnison     | Västmanland | Västmanlands län | 1901 års härordnings byggnadsprogram efter Arméförvaltningens typritningar för trängetablissement | 1906  | Erik Josephson | Västmanlands trängkår                                                          | År 1928 lämnade försvaret kasernetablissementet |      |
| Göta trängregementes kompani i Nora kasernetablissement | Nora garnison     | Västmanland | Västmanlands län | ?                                                                                                 | 1945  | ???            | Göta trängregementes kompani i Nora                                            | År 1955 lämnade försvaret kasernetablissementet |      |

### Ångermanland
| Kasernetablissement                              | Garnison            | Landskap     | Län                 | Typserie                                          | Byggt     | Arkitekt       | Använt av                                                               | Anmärkning                                                    | Bild |
| ------------------------------------------------ | ------------------- | ------------ | ------------------- | ------------------------------------------------- | --------- | -------------- | ----------------------------------------------------------------------- | ------------------------------------------------------------- | ---- |
| Västernorrlands regementes kasernetablissement   | Sollefteå garnison  | Ångermanland | Västernorrlands län | ?                                                 | 1911      | Erik Josephson | Västernorrlands regemente                                               | År 2001 lämnade Försvarsmakten kasernetablissementet          |      |
| Norrlands trängkårs kasernetablissement          | Sollefteå garnison  | Ångermanland | Västernorrlands län | ?                                                 | 1895–1897 | Erik Josephson | Norrlands trängkår                                                      | År 1992 lämnade Försvarsmakten kasernetablissementet          |      |
| Garnisonssjukhuset i Sollefteå                   | Sollefteå garnison  | Ångermanland | Västernorrlands län | ?                                                 | 1902      | ???            | Armén                                                                   | År 2001 lämnade Försvarsmakten kasernetablissementet          |      |
| Gustavsviks örlogsdepå                           | Gustavsvik          | Ångermanland | Västernorrlands län | ?                                                 | 1914      | ???            | Norrlandskustens marindistrikt                                          | År 1983 lämnade försvarsmakten kasernetablissementet          |      |
| Hemsö kustartillerikårs kasernetablissement      | Härnösands garnison | Ångermanland | Västernorrlands län | ?                                                 | 1922      | Erik Josephson | -                                                                       | Försvaret tog aldrig kasernetablissementet i anspråk          |      |
| Härnösands kustartillerikårs kasernetablissement | Härnösands garnison | Ångermanland | Västernorrlands län | 1940 års militära byggnadsutrednings typritningar | 1944      | ???            | Härnösands kustartilleriregemente Norrlands kustartilleriförsvar, FMTIS | År 1998 lämnade Försvarsmakten delar av kasernetablissementet |      |
| Infanterivolontärskolan i Härnösand              | Härnösands garnison | Ångermanland | Västernorrlands län | ?                                                 | 1891      | ???            | Västernorrlands regementes volontärskola                                |                                                               |      |

### Östergötland
| Kasernetablissement                          | Garnison             | Landskap     | Län               | Typserie | Byggt     | Arkitekt         | Använt av | Anmärkning                                           | Bild |
| -------------------------------------------- | -------------------- | ------------ | ----------------- | -------- | --------- | ---------------- | --- | ---------------------------------------------------- | ---- |
| Livgrenadjärregementenas kasernetablissement | Linköpings garnison  | Östergötland | Östergötlands län | ?        | 1922      | Magnus Dahlander | Första livgrenadjärregementet, Andra livgrenadjärregementet, Livgrenadjärregementet, Östgöta luftvärnsregemente, Svea artilleriregemente, Svea trängkår | År 1998 lämnade Försvarsmakten kasernetablissementet |      |
| Östgöta trängkårs kasernetablissement        | Linköpings garnison  | Östergötland | Östergötlands län | ?        | 1909–1911 | Erik Josephson   | Östgöta trängkår | År 1985 lämnade Försvarsmakten kasernetablissementet |      |
| Malmens flygplats                            | Linköpings garnison  | Östergötland | Östergötlands län | ?        | 1926      | ???              | Östgöta flygflottilj, Östgöta arméflygbataljon, Östgöta helikopterbataljon, Andra helikopterskvadronen, Helikopterflottiljen, Flygvapnets flygskola     | -                                                    |      |
| Bråvalla flygplats                           | Norrköpings garnison | Östergötland | Östergötlands län | ?        | 1943      | ???              | Bråvalla flygflottilj, Flygvapnets underrättelseskola                                                                                                   | År 1994 lämnade Försvarsmakten kasernetablissementet |      |